# گوان بونیما
گوان بونیما (انگلیسی: Guan Bunima؛ زادهٔ ۲ اکتبر ۱۹۵۸)  کشتی‌گیر اهل چین بود. وی در بازی‌های المپیک تابستانی ۱۹۸۴ شرکت کرده‌است.